# Storm Chaser (Kentucky Kingdom)
 (février 2016).
Le contenu est difficilement compréhensible vu les erreurs de traduction, qui sont peut-être dues à l'utilisation d'un logiciel de traduction automatique.
 (février 2016).
Si vous disposez d'ouvrages ou d'articles de référence ou si vous connaissez des sites web de qualité traitant du thème abordé ici, merci de compléter l'article en donnant les références utiles à sa vérifiabilité et en les liant à la section « Notes et références ».
Pour l’article homonyme, voir Storm Chasers.
Storm Chaser est un parcours de montagnes russes situé à Kentucky Kingdom, à Louisville, Kentucky.
L'attraction a ouvert ses portes en 1998 sous le nom Twisted Sisters, un duel de montagnes russes en bois à deux voies conçu par Custom Coasters International. Il a été rebaptisé Twisted Twins en 2002 et a fonctionné jusqu'en 2007, lorsque Kentucky Kingdom a fermé l'attraction. Rocky Mountain Construction a alors été appelé par le parc pour convertir les montagnes russes en une version hybride nommée Storm Chaser. L'ouverture est prévue en 2016.

## Histoire
À la fin de 1997, les droits d'exploitation de Kentucky Kingdom ont été vendus par les Parcs à thèmes LLC Premier Parcs pour 64 millions de dollars. Les nouveaux opérateurs ont annoncé qu'ils ajouteront un duel de montagnes russes de 5 millions de dollars, appelée Double Trouble, en avril 1998. Suite Premier Parc achat de Six Flags en juin 1998, le parc a été rebaptisé Six Flags Kentucky Kingdom. Il a ensuite annoncé que Double Trouble serait rebaptisé Twisted Sisters et ouvrirait le 21 juin 1998.

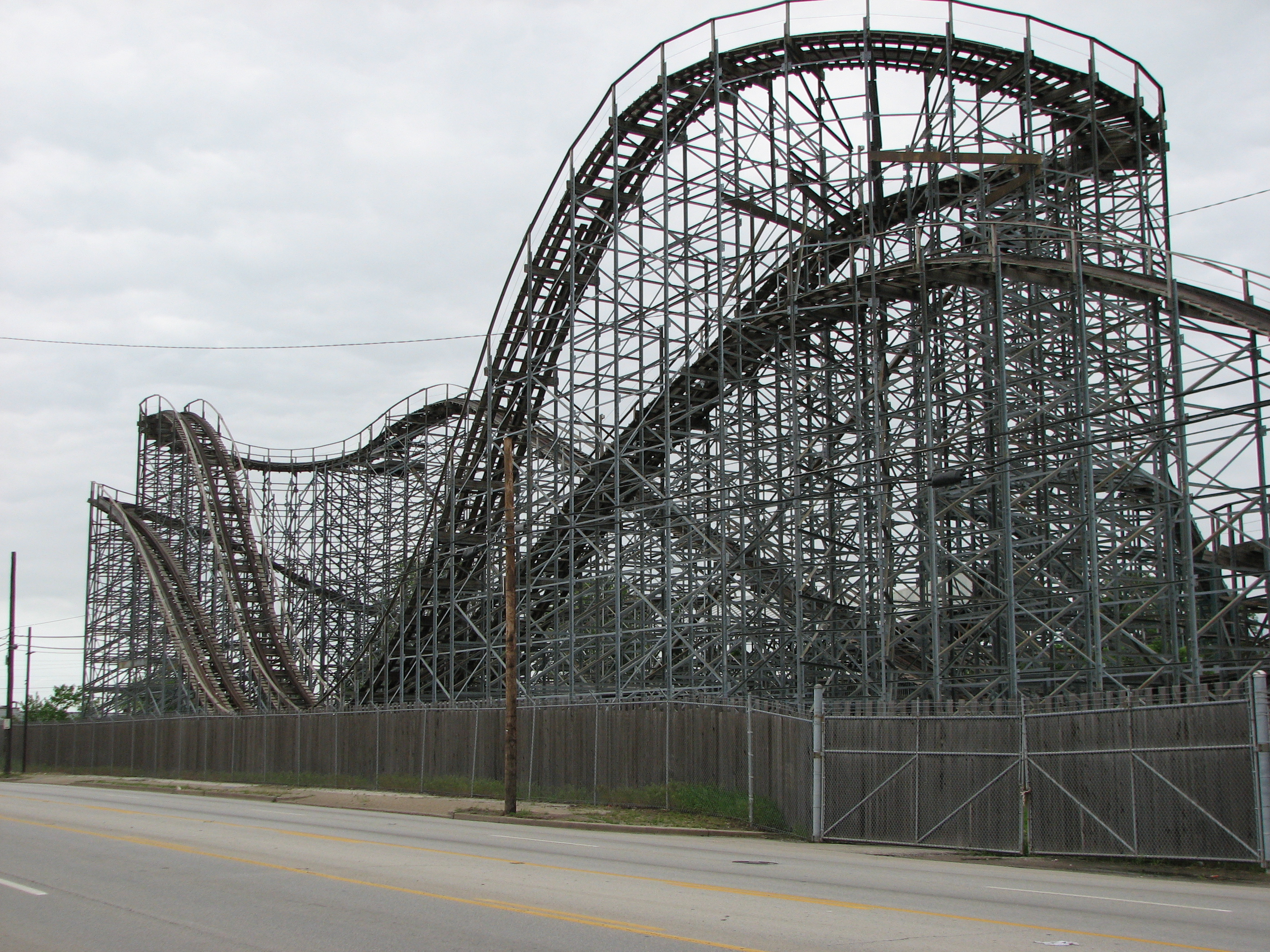
Twisted Twins en 2009.

En 2002, le groupe de heavy metal Twisted Sister a menacé le parc avec une action en justice en ce qui concerne le nom des montagnes russes. Pour éviter un procès, le parc a changé le nom en Twisted Twins. Il fonctionne sous ce nom jusqu'à la fin de la saison 2007, lorsque le parc ferme l'attraction indéfiniment. Bien que debout, mais ne fonctionnant pas, les trains Gerstlauer ont été déplacés de Six Flags St. Louis pour être utilisés comme pièces de rechange pour le patron, un autre Custom Coasters International.
Au milieu de la faillite de l'entreprise, le 4 février 2010, Six Flags a annoncé que le parc allait cesser ses activités immédiatement après le rejet d'un bail amendée par le Conseil d'État du Kentucky Fair. Ancien exploitant du Kentucky Kingdom, Ed Hart, ainsi que plusieurs autres investisseurs, ont formé une société pour le réaménagement du Kentucky Kingdom dans le but de rouvrir le parc rapidement. Toutefois, les plans ont été abandonnés après seize mois de négociations. Le 23 février 2012, le Conseil Kentucky Fair a approuvé un contrat de location qui verrait le parc fonctionner comme le Bluegrass Boardwalk. Les plans prévoyaient la suppression de Twisted Twins et T2 en raison de problèmes de sécurité.
Le 27 juin 2013, le groupe de Ed Hart a négocié un accord de 36 millions de dollars pour rouvrir le parc en mai 2014. Ils ont également annoncé des plans pour transformer Twisted Twins en un tour bien supérieur et ils espèrent rouvrir en 2016. Rocky Mountain Construction a finalement été embauché pour rénover les montagnes russes avec leur conception brevetée de la piste iBox. Kentucky Kingdom prévoit de renommer le trajet Storm Chaser, et l'ouvrir en 2016.